# Shimukappu
Shimukappu (jap. 占冠村 Shimukappu-mura) – japońska wioska położona w powiecie Yūfutsu, w podprefekturze Kamikawa, na wyspie Hokkaido, w Japonii. Nazwa pochodzi z języka Ajnów, od słowa shimokap oznaczającego "spokojny obszar w górze rzeki". Wioska ma powierzchnię 571,41 km². W 2020 r. mieszkało w niej 1 306 osób, w 849 gospodarstwach domowych  (w 2010 r. 1 394 osoby, w 794 gospodarstwach domowych) .
Wioska leży w sercu Hokkaido, 94% jej powierzchni stanowią zalesione góry. Klimat kontynentalny z dużymi różnicami temperatur pomiędzy dniem i nocą. Powoduje to m.in., że uprawiane tam melony są wyjątkowo słodkie.
Shimukappu realizuje program wymiany studentów Student Exchange/Sister City ze swoim miastem partnerskim – Aspen w Stanach Zjednoczonych.